# Polygala acicularis
Polygala acicularis là một loài thực vật có hoa trong họ Polygalaceae. Loài này được Oliv. miêu tả khoa học đầu tiên năm 1868.